# Orgeln der Neustädter Kirche (Hannover)

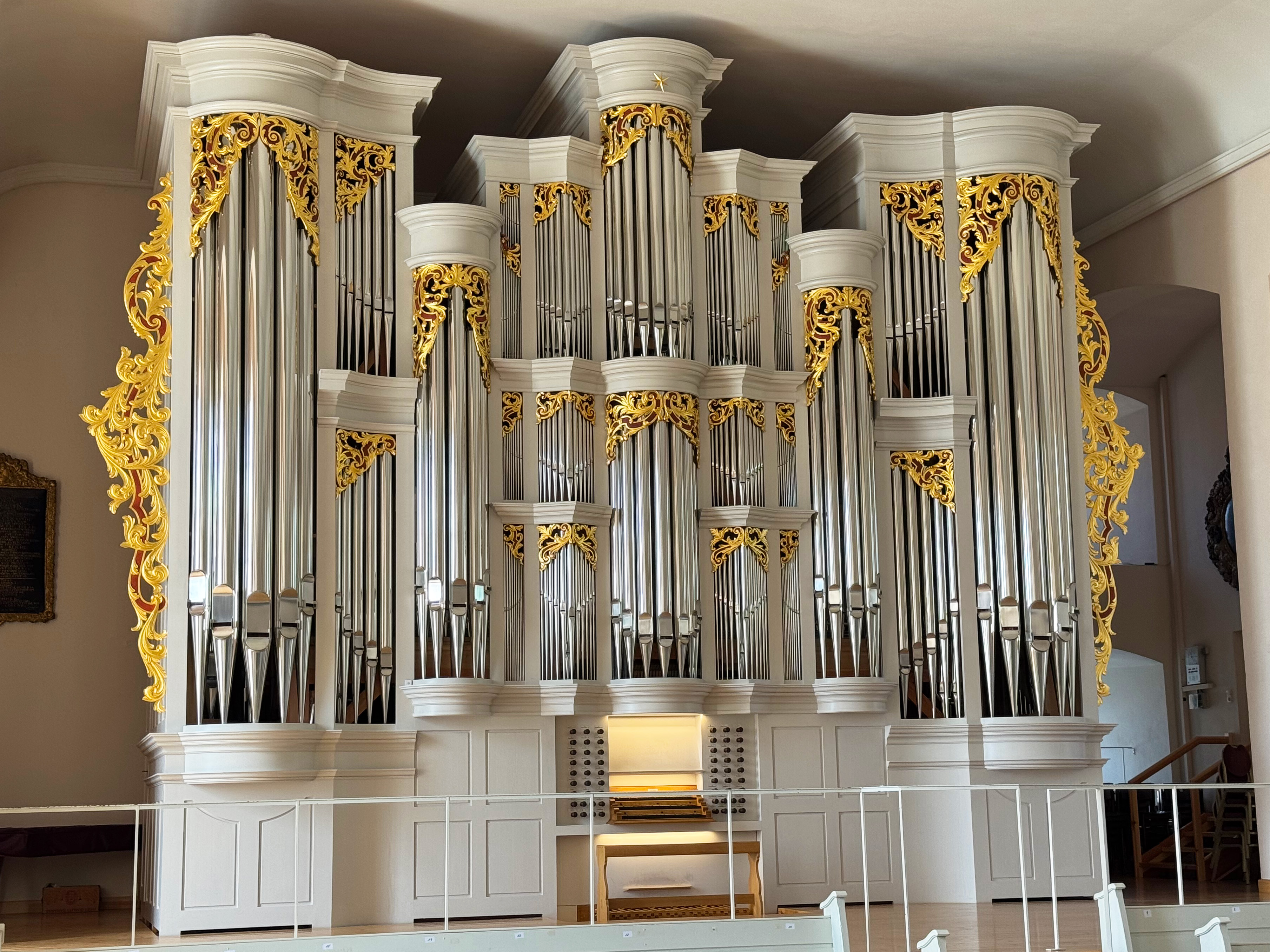
Barockorgel von 2019

Die Neustädter Hof- und Stadtkirche St. Johannis im hannoverschen Stadtteil Calenberger Neustadt verfügt über zwei Orgeln: Die Spanische Orgel aus dem Jahr 2001 von Patrick Collon aus Belgien mit 18 geteilten Registern und die im Jahr 2019 vom belgischen Orgelbauer Dominique Thomas geschaffene Barockorgel, die über 51 Register auf drei Manualen und Pedal verfügt. Sie ersetzt die 2010 verkaufte Hauptorgel von Detlef Kleuker mit 38 Registern.

## Hauptorgel (Barockorgel)

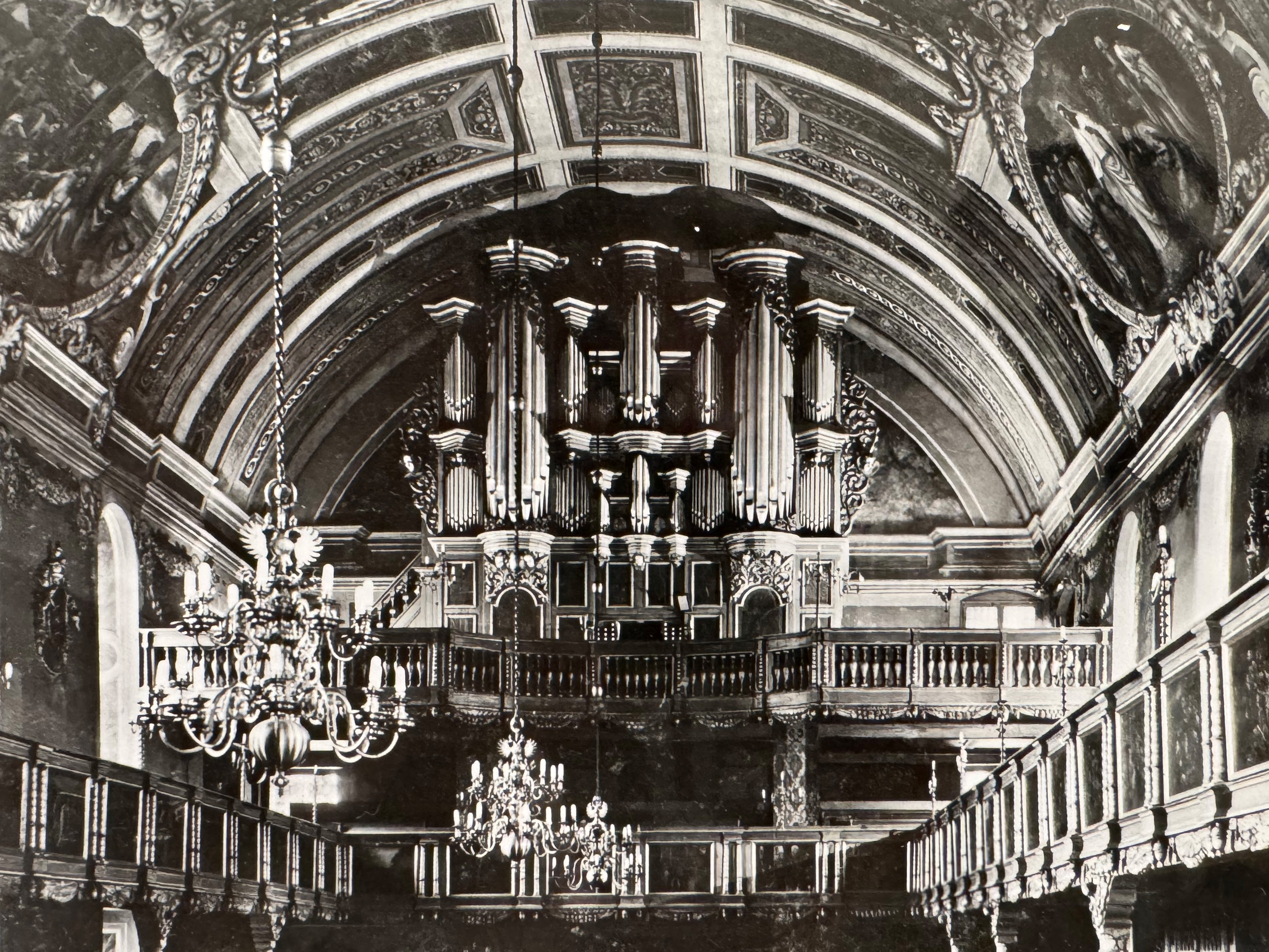
Orgel bis 1945

Für das Jahr 1575 ist die Tätigkeit des Orgelbauers Christoff Kahren im Vorgängerbau nachgewiesen. Der hannoversche Hoforgelbauer Hermann Willenbrock (Wullenbrock) schuf für die neue Kirche eine neue Orgel, die am 25. Mai 1702 eingeweiht wurde. Von seinem verstorbenen Schwiegervater Johann Anton Coberg übernahm der Orgelbauer Christian Vater, der am 11. November 1679 in der Neustädter Kirche getauft wurde, 1708/1709 das Organistenamt. Von 1706 bis 1756 war Vater, der anfänglich in Konkurrenz zu Wullenbrock stand, für die Wartung und Stimmung der Orgel zuständig und erhielt zusammen für die Pflegearbeiten der Orgel in der Schlosskapelle jährlich 50 Reichstaler. Für eine größere Reparatur der Neustädter Orgel im Jahr 1719 erhielt Vater zusätzliche 50 Rthlr. Die Brüder Carl Wilhelm und Eduard Meyer errichteten 1857/1858 eine neue Orgel im barocken Gehäuse, die mit 44 Registern auf drei Manualen und Pedal ausgestattet war. Dieses Instrument wurde im Zweiten Weltkrieg zerstört.

### Orgel nach dem Zweiten Weltkrieg
Nach dem Wiederaufbau der Kirche baute Detlef Kleuker 1963 auf der Westempore eine neue Hauptorgel, die über 38 Register verfügte, die auf drei Manuale und Pedale verteilt waren. Stilistisch war das Instrument mit den zahlreichen Zungenregistern und gemischten Stimmen in allen vier Werken stark neobarock geprägt. Die Orgel wurde aufgrund irreparabler Materialfehler außer Dienst gestellt und im Juni 2010 in die Niederlande verkauft. In stark umgebauter Form wurde die Orgel 2013/2014 von Ide Boogaard unter Verwendung von Pfeifenwerk und der Windladen von Kleuker in der Ichthuskerk in Urk aufgestellt. Das Instrument verfügte in der Neustädter Kirche über folgende Disposition:
| I Hauptwerk C–g3  |       |
| Quintade          | 16′   |
| Prinzipal         | 08′   |
| Spillflöte        | 08′   |
| Oktave            | 04′   |
| Gedackt           | 04′   |
| Nasat             | 2 ⁄3′ |
| Oktave            | 02′   |
| Mixtur VI         |       |
| Scharffzimbel III |       |
| Trompete          | 16′   |
| Trompete          | 08′   |

| II Schwellwerk C–g3 |     |
| Rohrflöte           | 08′ |
| Viola da Gamba      | 08′ |
| Prinzipal           | 04′ |
| Gemshorn            | 04′ |
| Waldflöte           | 02′ |
| Sesquialtera II     |     |
| Scharff V           |     |
| Dulzian             | 16′ |
| Oboe                | 08′ |

| III Brustwerk C–g3 |       |
| Gedackt            | 08′   |
| Rohrflöte          | 04′   |
| Prinzipal          | 02′   |
| Quinte             | 1 ⁄3′ |
| Terzian II         |       |
| Zimbel III         |       |
| Regal              | 08′   |
| Tremolo            |       |

| Pedal C–f1  |     |
| Prinzipal   | 16′ |
| Subbaß      | 16′ |
| Oktave      | 08′ |
| Gedackt     | 08′ |
| Oktave      | 04′ |
| Hohlflöte   | 04′ |
| Bauernflöte | 02′ |
| Mixtur VI   |     |
| Posaune     | 16′ |
| Trompete    | 08′ |
| Clairon     | 04′ |

- Koppeln: II/I, III/I, I/P, II/P
- Spielhilfen: 2 freie Kombinationen, Pleno, Zungen ab

Die Aufstellung einer Orgel der englischen Werkstatt Forster & Andrews aus dem Jahr 1902 als neue Hauptorgel auf der Westempore war für das Jahr 2011 vorgesehen, wurde aber nicht ausgeführt. Stattdessen wurde die englische Orgel 2018 durch Orgelbau Reinhard Hüfken in der Nazareth-Kirche aufgestellt.

### Neue Barockorgel

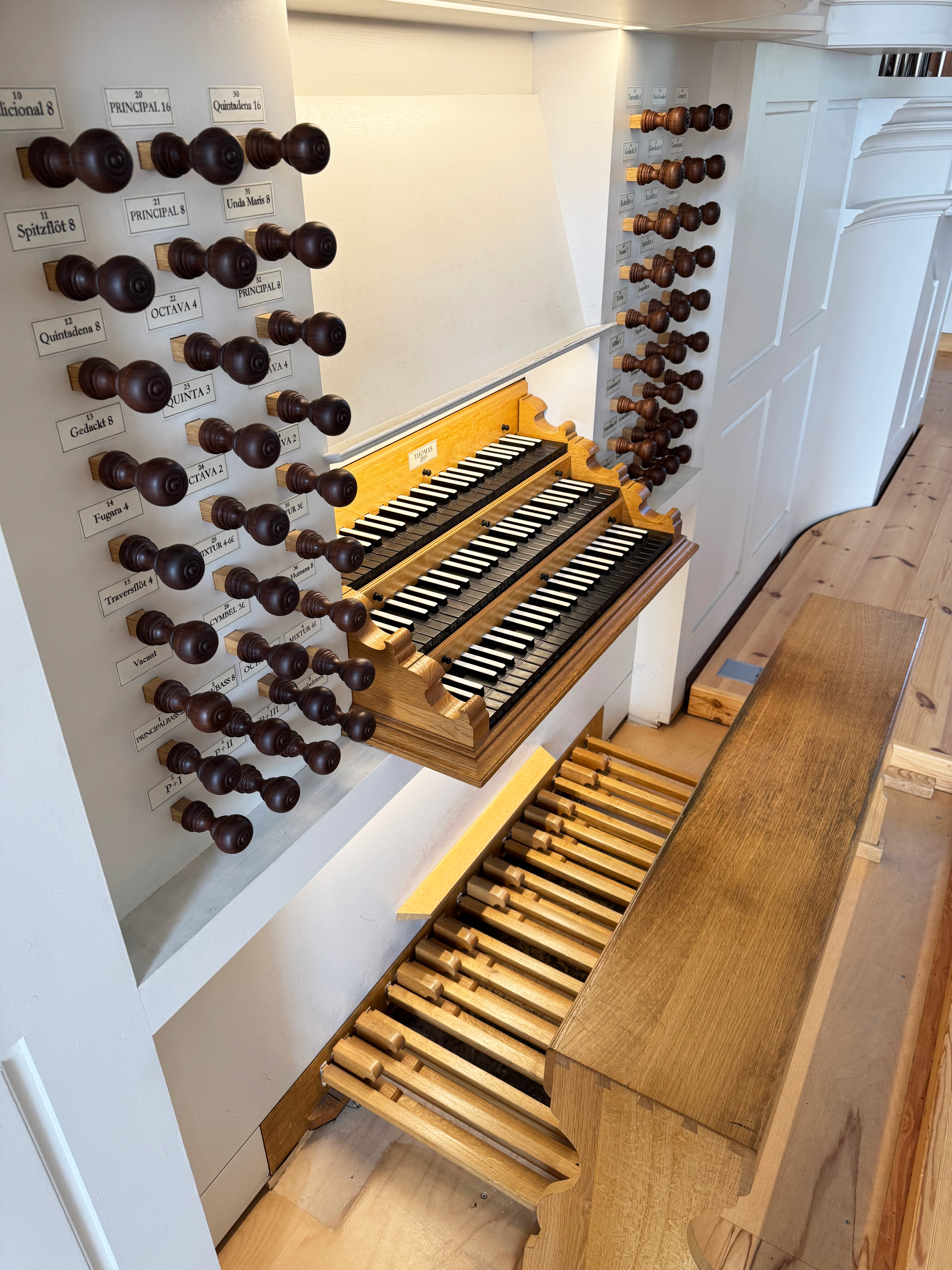
Spieltisch der Thomas-Orgel

Im Jahr 2019 erhielt die Kirche nach 112 Monaten ohne Hauptorgel eine neue Orgel an Stelle der 2010 verkauften Kleuker-Orgel. Die belgische Werkstatt Manufacture d’Orgues Thomas aus Stavelot baute eine Barockorgel mit 51 Registern auf drei Manualen und Pedal für eine adäquate Wiedergabe deutscher barocker Orgelmusik, insbesondere der Werke Johann Sebastian Bachs.
Am 27. Oktober 2019 wurde die Barockorgel eingeweiht. Eigentümerin ist die Hochschule für Musik, Theater und Medien Hannover, die sie zu Ausbildungs- und Übezwecken nutzt. Die Finanzierung erfolgte durch das Land Niedersachsen mit 1,2 Mio. Euro und die Evangelisch-lutherische Landeskirche Hannovers mit 76.000 Euro. Die Kirchengemeinde finanzierte den rund 150.000 Euro teuren Umbau der Orgelempore.
Die Disposition lautet:
| I Hinterwerk C–f3 |        |
| Gedackt           | 08′    |
| Spitzflöt         | 08′    |
| Quintadena        | 08′    |
| Salicional        | 08′    |
| Traversflöt       | 04′    |
| Fugara            | 04′    |
| Gemshorn          | 02′    |
| Quinta            | 01 ⁄2′ |
| Cornet III        |        |
| Dulcian           | 16′    |
| Schalmey          | 08′    |
| Tremulant         |        |

| II Hauptwerk C–f3 |         |
| Principal         | 16′     |
| Principal         | 08′     |
| Rohrflöt          | 08′     |
| Gemshorn          | 08′     |
| Viola di Gamba    | 08′     |
| Octava            | 04′     |
| Spitzflöt         | 04′     |
| Quinta            | 03′     |
| Octava            | 02′     |
| Sesquialtera I    | 01 3⁄5′ |
| Mixtur IV–VI      |         |
| Cymbel III        |         |
| Fagott            | 16′     |
| Trompete          | 08′     |

| III Oberwerk C–f3 |         |
| Quintadena        | 16′     |
| Principal         | 08′     |
| Gedackt           | 08′     |
| Traversflöt       | 08′     |
| Unda Maris        | 08′     |
| Octava            | 04′     |
| Rohrflöt          | 04′     |
| Nasat             | 03′     |
| Octava            | 02′     |
| Tertia            | 01 3⁄5′ |
| Sifflöt           | 01′     |
| Mixtur III        |         |
| Cromhorn          | 08′     |
| Vox Humana        | 08′     |
| Schwebung         |         |

| Pedal C–f1    |     |
| Untersatz     | 32′ |
| Principalbass | 16′ |
| Subbass       | 16′ |
| Violonbass    | 16′ |
| Octavbass     | 08′ |
| Gedacktbass   | 08′ |
| Violon        | 08′ |
| Octava        | 04′ |
| Mixtur IV     |     |
| Posaunbass    | 16′ |
| Trompetbass   | 08′ |
| Clarinbass    | 04′ |

- Koppeln:
  - Manualkoppeln: I/II, III/II (als Schiebekoppeln)
  - Pedalkoppeln: I/P, II/P, III/P (als Registerzüge)
- Cymbelstern
- Stimmung: wohltemperiert Le Divellec nach Neidhardt „für eine große Stadt“ 1724 (6 Terzen besser als rein, Es-Dur-Terz wie gleichschwebend)
- Tonhöhe: a1 = 440 Hz bei 16 °C
- Ein Registerzug mit Namen „Vakant“ aus Gründen der Symmetrie der Anordnung der Registerzüge

Anmerkungen
1. 1 2 3 4  Holz
2. ↑  C–H aus Gedackt 8′
3. ↑  ab c1
4. ↑  Prospekt
5. ↑  zwei Positionen (erste Position 8′-Lage, zweite Position 16′-Lage mit Terz)
6. ↑  Holz, C–H aus Gedackt 8′
7. ↑  Schwebung, ab c0
8. ↑  Tremulant
9. ↑  ab c0 aus Subbass 16′
10. ↑  C–H aus Principalbass 16′
11. ↑  Metall
12. ↑  C–H aus Violonbass 16′
13. ↑  zwei Positionen (erste Position Quinte 5 1⁄3′, zweite Position alle vier Chöre)

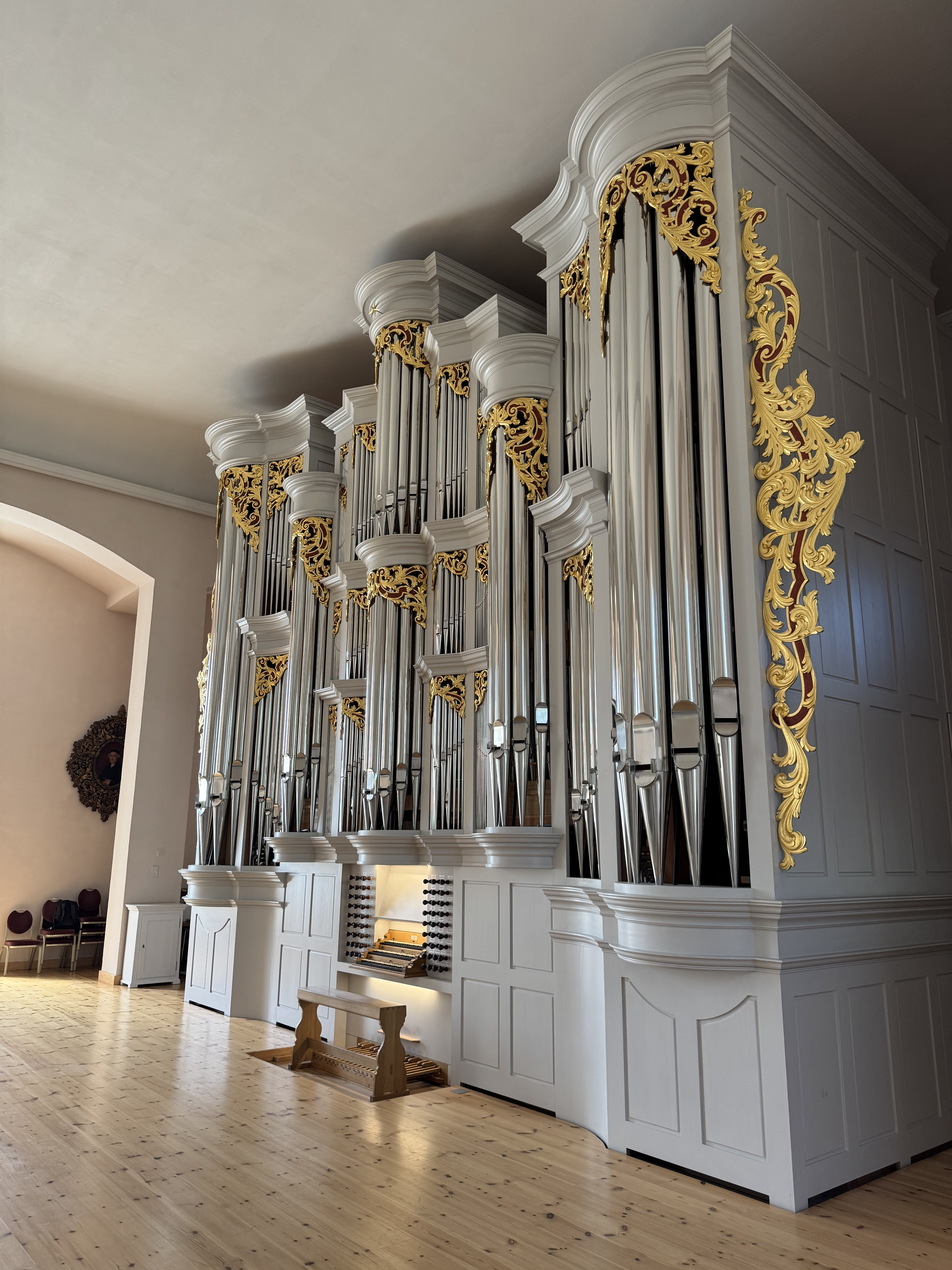
Barockorgel seitlich
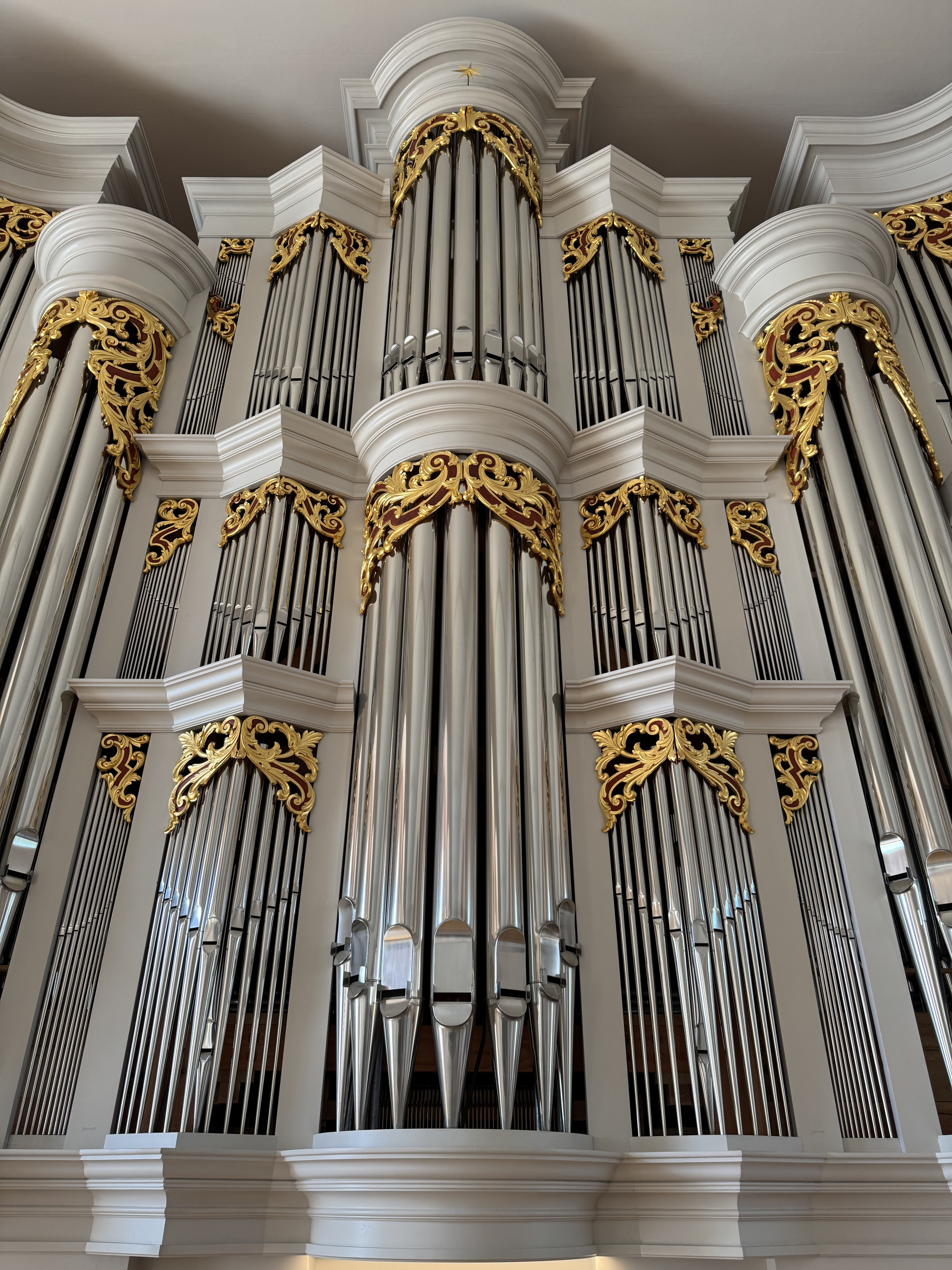
Details Prospekt
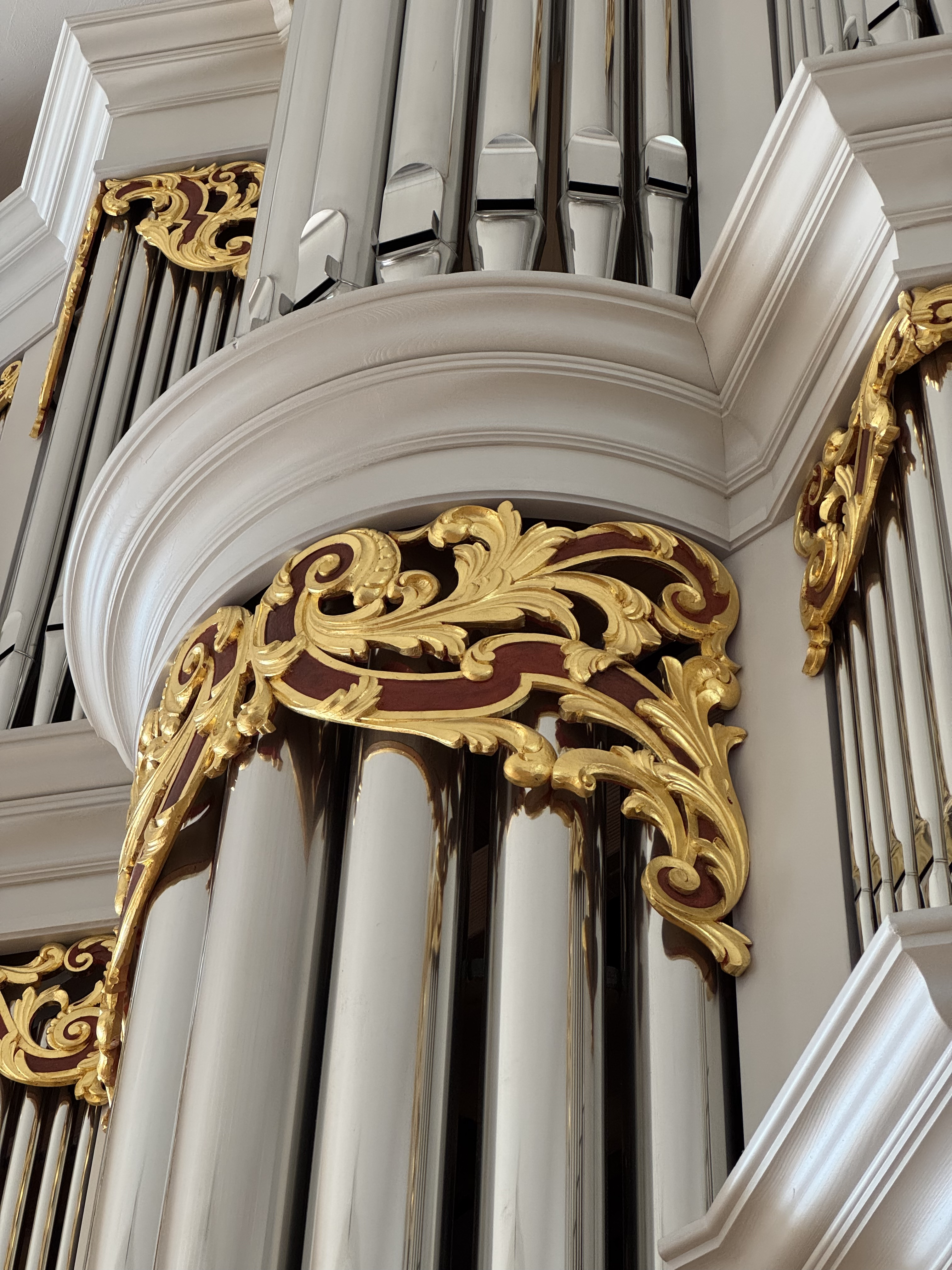
Details Schleierbrett
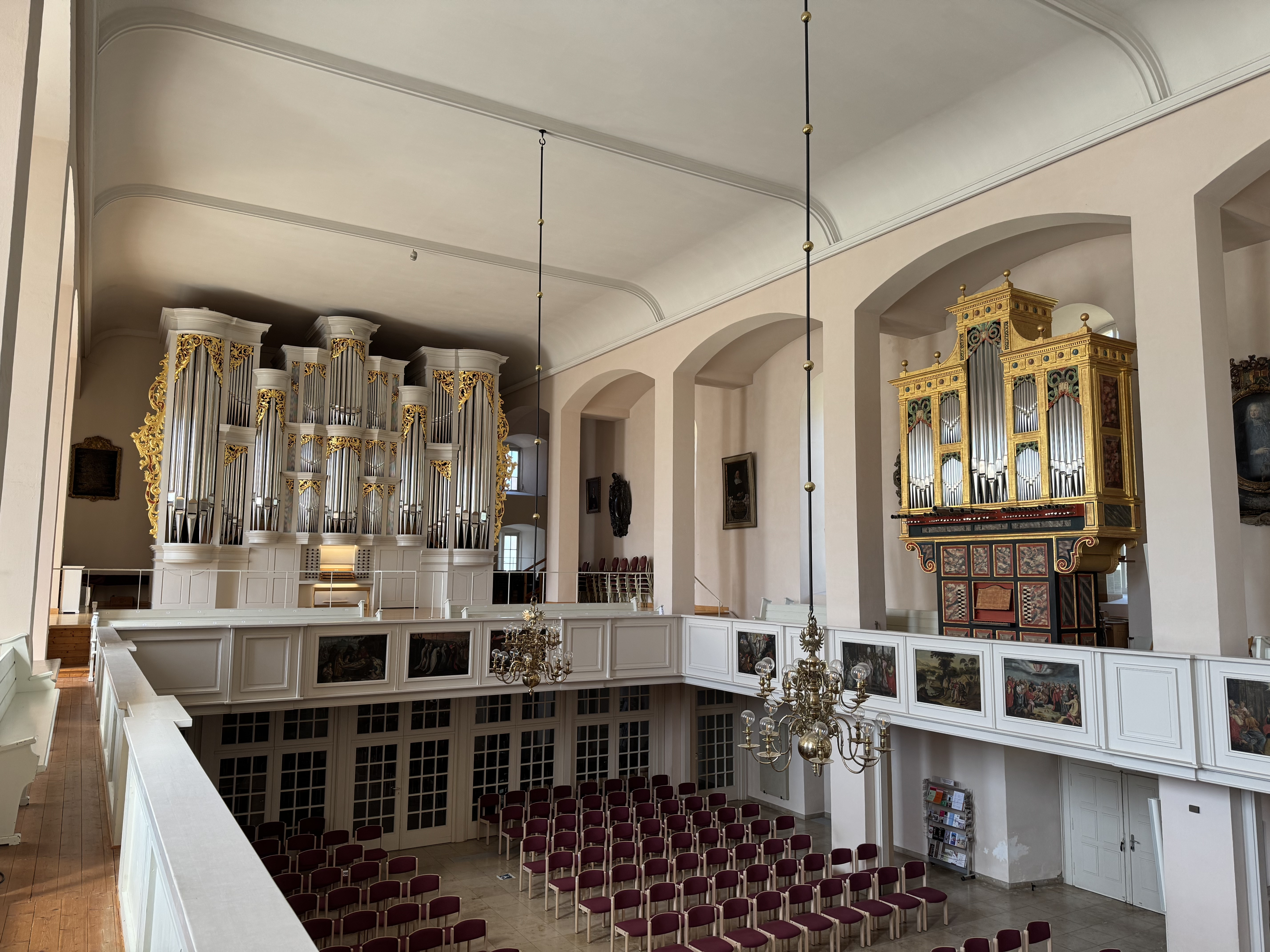
Barockorgel und Spanische Orgel

## Spanische Orgel

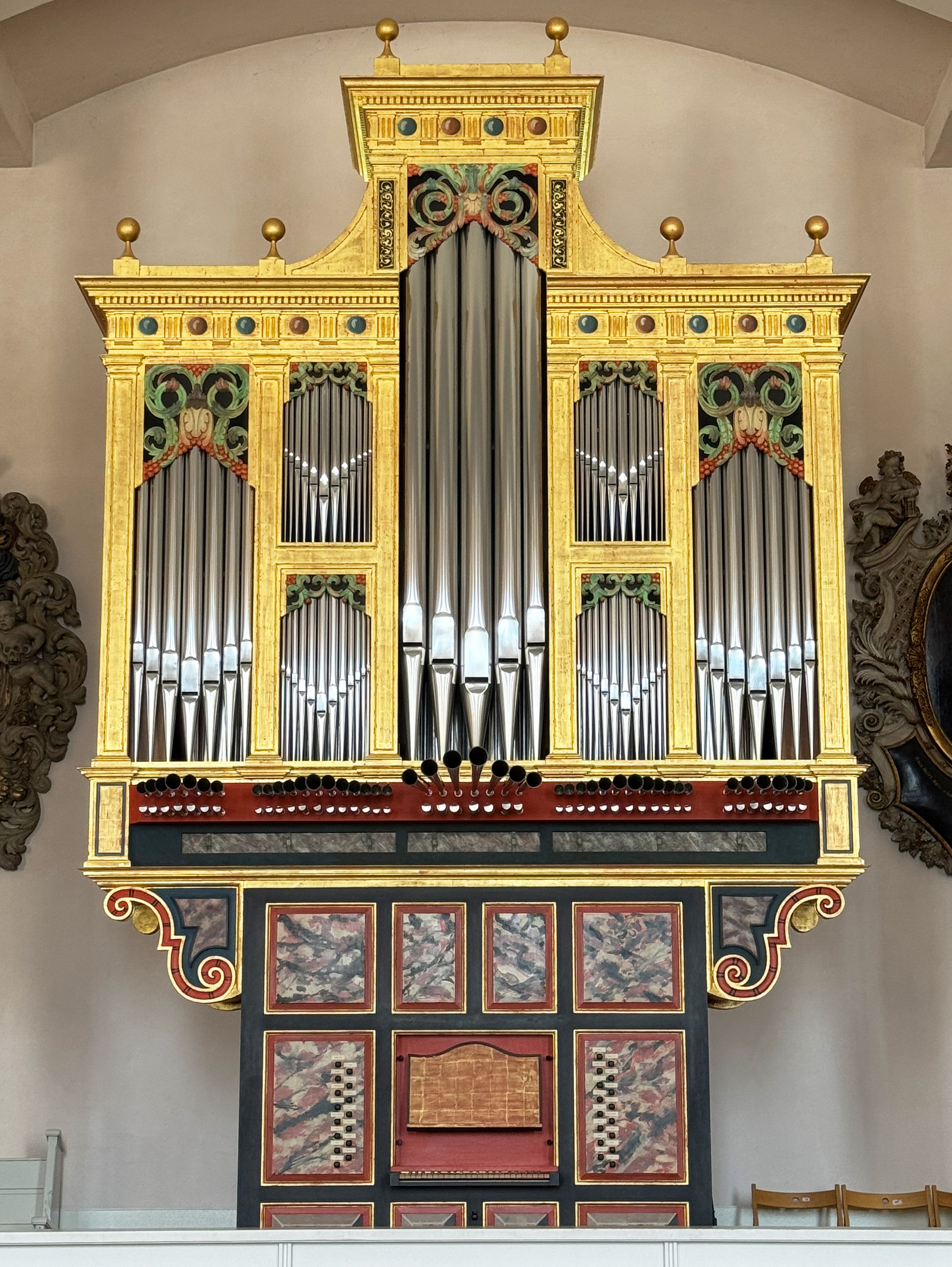
Spanische Orgel von 2001

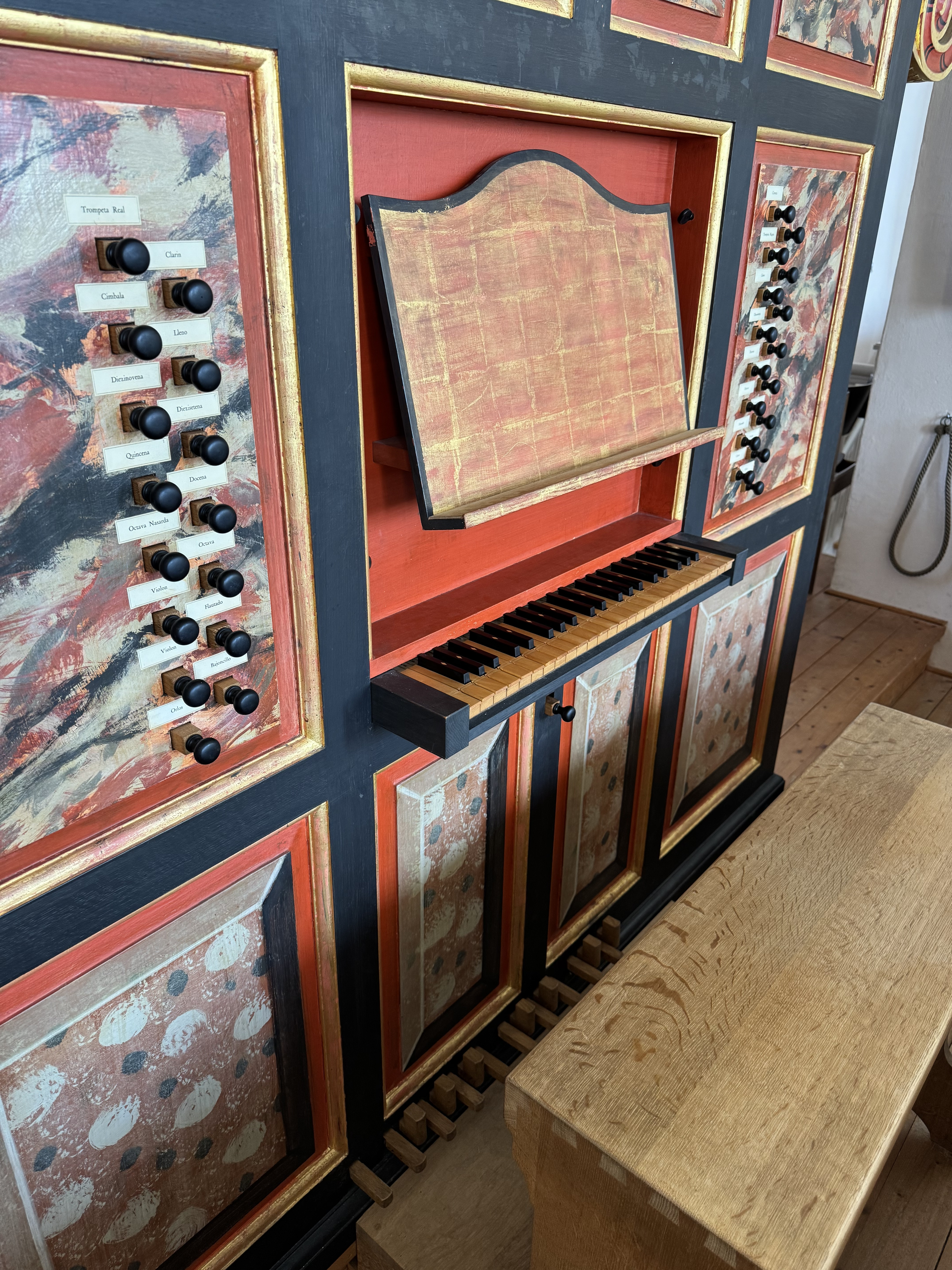
Spieltisch der Collon-Orgel

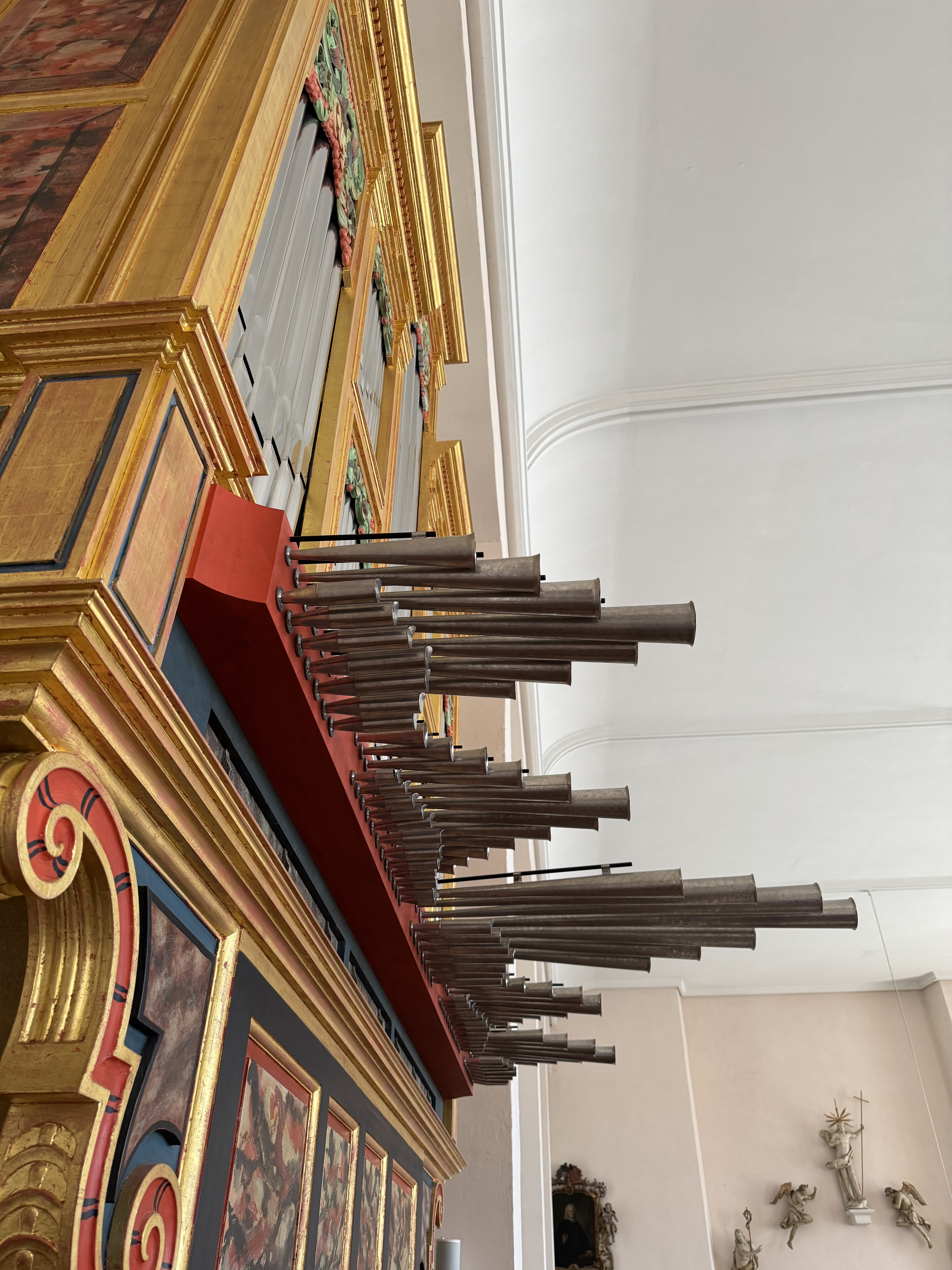
Horizontalzungen

Die Orgel wurde 1998–2001 von Patrick Collon (Belgien) erbaut. Das Instrument ist auf der nördlichen Seitenempore, in Längsrichtung etwa mittig auf der Empore, aufgestellt.
Die Orgel ist kein Nachbau einer bestimmten spanischen Barockorgel. Vielmehr handelt es sich um einen Neubau nach den Gestaltungsprinzipien der spanischen Barockorgel. Die Konstruktion lehnt sich an die aus dem 17. Jahrhundert stammende Orgel in der Iglesia Colegial zu Lerma (Kastilien/Nähe Burgos) an. Weitere Vorbilder sind die Orgeln aus Covarrubias (Provinz Burgos) und aus Lietor (Provinz Albacete).
Eigentümerin der Orgel ist die Hochschule für Musik, Theater und Medien Hannover, deren Studierende im Rahmen des Unterrichts und bei Konzerten darauf spielen. Die Orgel gehört zusammen mit der 2002 errichteten Orgel der Evangelischen Kirche in Züsch und der 2014 für die Hochschule für Musik in Mainz gebauten stilgetreuen Kopie zu den sehr seltenen Instrumenten in der Bauart einer spanischen Barockorgel in Deutschland.
Das Instrument besitzt eine kurze Oktave, seine Register sind zwischen c1 und cis1 geteilt, der Winddruck beträgt 64 mmWS und die Stimmung ist mitteltönig im niedrigen Kammerton (a1 = 415 Hz).
Die Orgel besitzt Schleifladen und eine rein mechanische Spiel- und Registertraktur. Die Windversorgung erfolgt wahlweise über ein elektrisches Gebläse oder rein mechanisch durch eine zweite Person (Kalkant), die zwei Bälge abwechselnd per Hand mit zwei hinter dem Gehäuse geführten Kordeln aufzieht.
Die Registerbezeichnung Violon wird bei diesem Instrument sowohl für das Register Gedackt 16′ als auch für das Register Gedackt 8′ verwendet. Die Register Lleno und Cimbala enthalten nur Quint- und Oktavchöre. Das Instrument verfügt über zwei horizontal im Prospekt angebrachte Zungenregister: Die obere Pfeifenreihe, eine konische Horizontaltrompete (Spanische Trompete), setzt sich im Bass aus dem Register Bajoncillo in 4′-Lage und im Diskant aus dem Clarin in 8′-Lage zusammen. Das Orlos darunter ist ein mit kurzen, teilgedeckten zylindrischen Bechern ausgestattetes Horizontalregal. Die anderen Trompetenregister sind im Inneren des Orgelgehäuses aufgestellt.
Die Disposition lautet:
| Manual CDEFGA–c3    |         |
| Violon B/D          | 16'     |
| Flautado B/D        | 08'     |
| Violon B/D          | 08'     |
| Octava B/D          | 04'     |
| Octava Nasarda B/D0 | 04'     |
| Docena B/D          | 02 ⁄3'  |
| Quincena B/D        | 02'     |
| Diezisetena B/D     | 01 3⁄5' |
| Diezinovena B/D     | 01 ⁄3'  |
| Lleno III B/D       |         |
| Cimbala II B/D      |         |
| Corneta VI D        |         |
| Trompeta magna D    | 16'     |
| Trompeta real B/D   | 08'     |
| Clarin B            | 04'     |
| Clarin D            | 08'     |
| Orlos B/D           | 08'     |
| Bajoncillo B        | 04'     |
|                     |         |
| Tremblante          |         |

| Pedal CDEFGA–gis0       |
| Angehängt, Stummelpedal |

- Bass/Diskantteilung zwischen c1 und cis1
- Stimmung: mitteltönig
- Tonhöhe: a1 = 415 Hz bei 16 °C
- Windversorgung:
  - Elektrisches Gebläse
  - 2 Bälge (händischer Betrieb durch Kalkant möglich)
  - Winddruck 64 mmWS

Anmerkungen
1. ↑  Holz
2. ↑  hochgebänkt
3. 1 2 3  horizontal im Prospekt
4. ↑  Registerzug unterhalb der Manualklaviatur

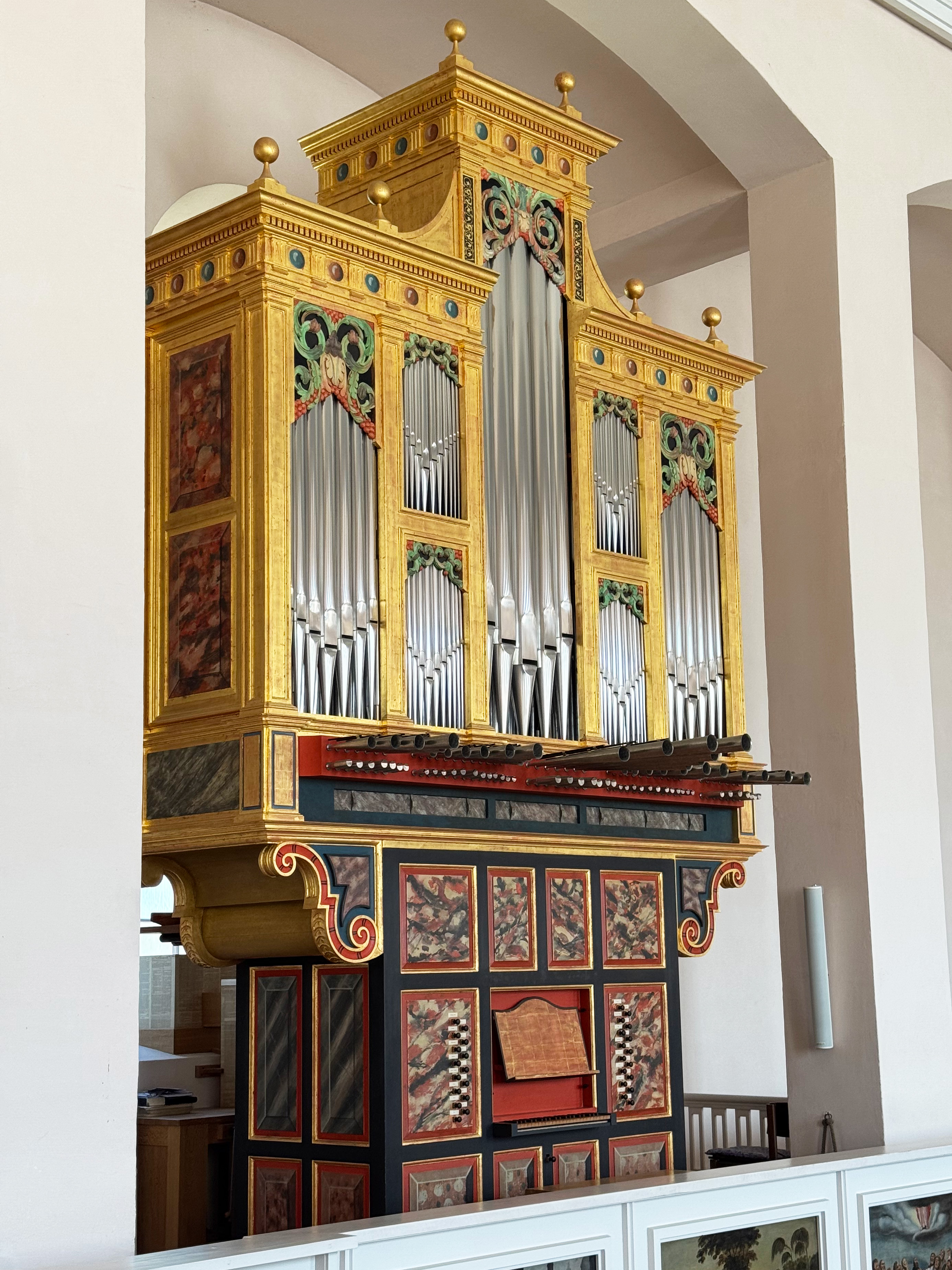
Prospekt
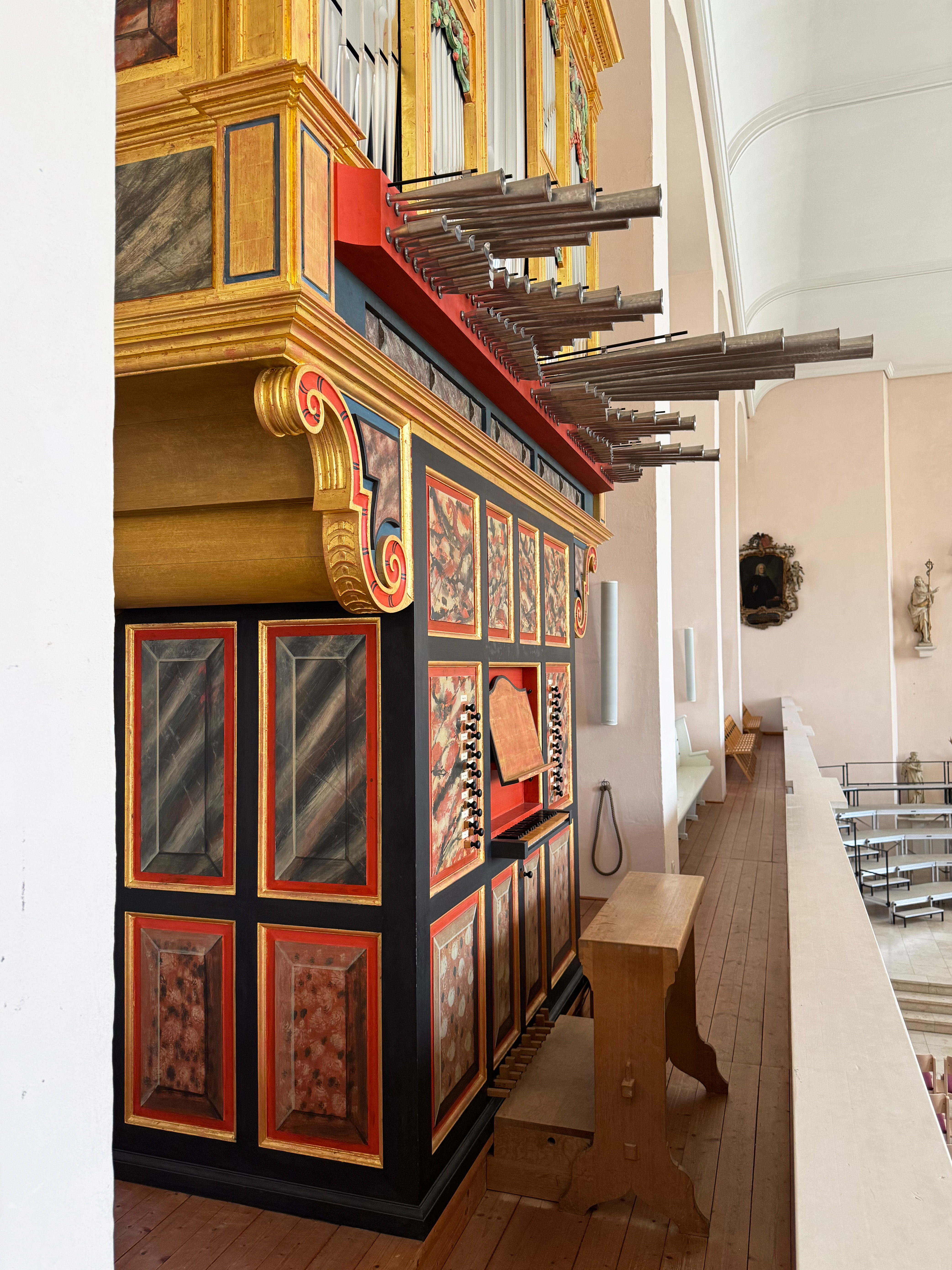
Horizontalzungen
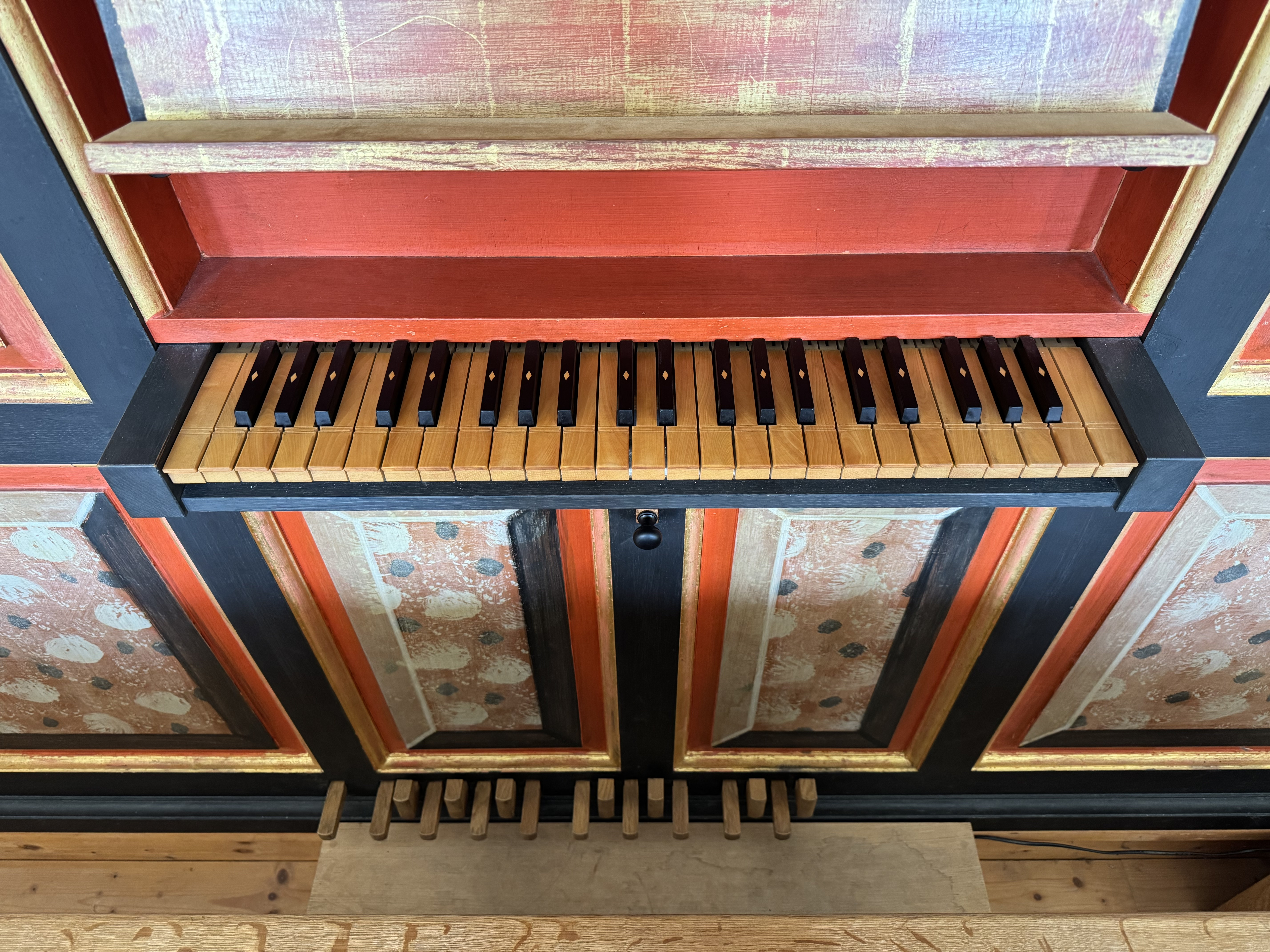
Klaviatur und Pedal
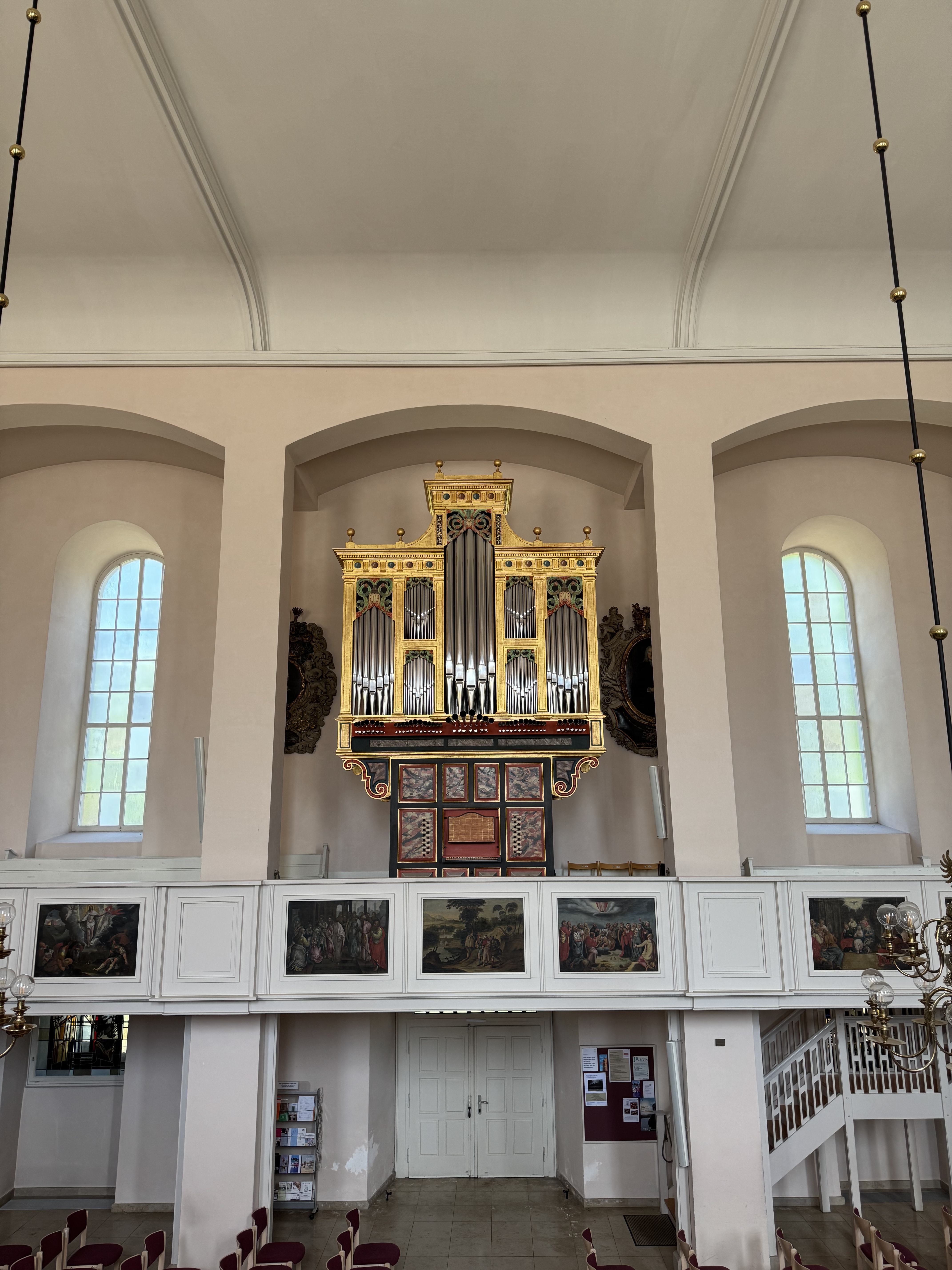
Blick aus dem Kirchenschiff

## Aufnahmen/Tonträger
- Roland Götz: Roland Götz spielt Francisco Correa de Arauxo. CD. Studio XVII Augsburg, 2003.
- Pier Damiano Peretti: Unter der spanischen Krone (Orgelmusik aus dem „siglo de oro“ von Bruna, Cornet, Correa de Arauxo, Froberger, Palero und Salvatore). CD. Motette, 2006.
- Emmanuel Le Divellec, Kirchenmusikchor und Instrumentalensemble der HMTMH: Johann Sebastian Bach. Die Orgelchoräle der Leipziger Handschrift, CD, 2023. (→ Erhältlich über HMTMH)